# Ben Spivak
Ben Spivak (Toronto, 4 de janeiro de 1983) é um cantor e músico canadense. Ele é mais conhecido por ser baixista e vocalista do grupo pop-reggae Magic!. Além disso, Spivak se apresentou com uma variedade de músicos, incluindo o artista canadense de hip hop K-os, Julian Taylor Band e Alyssa Reid. Spivak atualmente reside em Los Angeles, Califórnia.

## Início de vida
Ben Spivak nasceu em Toronto, Canadá, em 4 de janeiro de 1983. Ele começou a tocar piano aos quatro anos e violão aos nove. Enquanto aluno do ensino fundamental, ele aprendeu a tocar violoncelo e contrabaixo. Ele estudou no Humber College em Toronto, onde se formou bacharel em Performance de Jazz com especialização em Baixo. 

## Carreira

### Cavern e apresentações com outros artistas
Enquanto estudava no Humber, Ben e seus amigos Rory Sills e Ben Weigensberg formaram a banda Cavern, onde escreveram músicas originais, gravaram um EP de 3 músicas e fizeram turnês por Ontário. Além disso, enquanto ainda estava no Humber, Spivak começou a ser contratado para shows e começou a colaborar com outros artistas. Ele fez shows com Liam Titcomb, Mudmen, e o artista country Johnny Reid. 
Ele excursionou por dois anos com o artista canadense de hip hop K-os, que abriu a turnê Gym Class Heroes de 2007 intitulada "Daryl Hall for President". O grupo se apresentou no David Letterman Show em 20 de fevereiro de 2007. A banda fez parte da programação da Warped Tour em 2007. Em 2008, a banda fez parte da programação do festival de música Good Vibrations de 2008 na Austrália.

### Ben & Aubrey e Julian Taylor Band
Ben Spivak e Aubrey Stork formaram uma dupla e em 1999, eles lançaram um CD chamado "Lost In Paradise".
Em 2009, Spivak entrou para a banda Julian Taylor Band. A banda gravou covers ao vivo em seu álbum intitulado Hey Hey Two Two. Antes da mudança de Spivak para Los Angeles, ele gravou o baixo para o que se tornaria o álbum intitulado "Tech Noir", que foi lançado em 2014.

### Carreira solo
Em 2010, Spivak lançou um álbum solo autointitulado. O álbum tinha dez músicas, escritas pelo próprio Ben Spivak. No álbum, Spivak toca a maioria dos instrumentos, incluindo guitarra, baixo, piano, teclado e órgãos

### Magic!
Spivak é o baixista e vocalista de apoio da banda pop-reggae Magic!. A banda foi formada quando o vocalista Nasri conheceu o cantor e compositor Mark "Pelli" Pellizzer e notou uma conexão musical imediata. Quando Spivak se mudou para Los Angeles em 2013, ele conheceu Mark e foi convidado para se tornar o baixista. O single do grupo, "Rude", alcançou a primeira posição na parada Billboard Top 100. O grupo fez turnê com o Maroon 5 e abriu shows para artistas como Dirty Heads.

## Discografia

### Carreira solo
- Ben Spivak (2010)